# Галапагосский альбатрос
Галапагосский альбатрос, или волнистый альбатрос (лат. Phoebastria irrorata) — морская птица семейства альбатросовых. Единственный вид семейства альбатросовых, обитающий в тропической зоне. Галапагосский альбатрос гнездится исключительно на острове Эспаньола Галапагосского архипелага в вулканическом ландшафте с каменными глыбами и скудной растительностью. В послегнездовой период птицы держатся у побережья Перу и Эквадора.

## Описание
Галапагосский альбатрос достигает в длину 80—90 см и весит примерно 2 кг, размах крыльев составляет 220—250 см. Голова окрашена преимущественно в белый цвет, темя и затылок желтоватого цвета. Подбородок, горло и грудь также белые с серым червеобразным рисунком, прежде всего, по бокам груди и туловища. Брюхо шоколадно-коричневого цвета. Верхняя часть тела каштанового цвета, на затылке, надхвостье и кроющих хвоста также сероватый червеобразный рисунок, нижняя часть надхвостья с бледным пятном и червеобразным рисунком контрастирует с шоколадно-коричневым хвостом. Крылья на верхней стороне шоколадно-коричневого цвета без рисунка, стержень маховых перьев отчетливого желтовато-белого цвета. Подхвостье шоколадно-коричневое. Нижние стороны крыльев тёмные по краям, в центре белые. Кроющие нижней стороны крыльев также белые.
Большой клюв желтоватого цвета, глаза тёмно-коричневые. Лапы бледно-голубого цвета.

## Размножение
Галапагосские альбатросы гнездятся на юго-востоке галапагосского острова Эспаньола, несколько пар также на острове Плата. Гнездование проходит каждый год. Птицы гнездятся на вулканической почве, окружённой скалами и покрытой скудной растительностью, в последнее время также в более густом кустарнике. Гнездовые колонии формируются в конце марта, откладывание яиц происходит с середины апреля до конца июня. Птенцы становятся самостоятельными с конца декабря до начала января, достигая половой зрелости через 4—6 лет.

## Питание
Его рацион состоит из рыб, головоногих моллюсков и ракообразных. Исследования показали, что они поедают также брошенную другими видами пищу и, вероятно, временами питаются падалью. В течение инкубационного периода поиски питания ведутся в перуанских водоёмах, в послегнездовой период — на востоке и юго-востоке в водоёмах эквадорского и перуанского шельфа.

## Природоохранный статус
В местах гнездования галапагосский альбатрос охраняется персоналом национального парка. Угрозу для птиц представляют туристы, болезни и нелегальное рыболовство в близлежащих водах. Совсем маленькая популяция на острове Плата находится под угрозой из-за хищников, разоряющих гнёзда, крыс и кошек, а также из-за нелегального сбора яиц и детёнышей. Международный союз охраны природы на основании совсем малой области гнездования, включающей в себя территорию всего одного острова, и признаков сокращения численности популяции, классифицирует вид как находящийся на грани исчезновения (Critically Endangered, CR).